# 세븐 데이즈 (2010년 영화)
세븐 데이즈(프랑스어: Les 7 jours du talion, 영어: 7 Days)는 2010년 공개된 캐나다의 스릴러 영화이다.

## 줄거리
외과의사 브루노 하멜은 딸 자스민이 공원에서 강간당하고 살해당하는 비극을 겪으며 평범했던 삶이 무너진다. 경찰이 용의자로 노동자 앙토니 르메르를 체포하자, 브루노는 복수를 계획한다. 그는 재판을 받기 위해 이송 중이던 르메르를 납치하여 외딴 오두막으로 데려간다. 자신의 위치를 숨기기 위해 원격 제어 컴퓨터를 사용한 브루노는 경찰에 전화하여 딸의 생일인 7일째 되는 날 르메르를 살해할 것이라고 알린다. 살해 후에는 자수할 계획임을 밝힌다.
한편, 형사 메르퀴르는 브루노의 행방을 추적하기 위해 수사를 이끈다. 메르퀴르 또한 아내가 강도 사건으로 목숨을 잃은 개인적인 아픔을 가지고 있다. 아내를 죽인 범인이 감옥에 갇혔지만 삶이 나아지지 않았음을 인지하면서도, 메르퀴르는 브루노가 살인을 저지르기 전에 막으려 한다.
7일 동안 브루노는 르메르를 잔인하게 고문한다. 처음에는 공포에 질려 극심한 고통을 호소하던 르메르는 점차 자신의 운명을 받아들이고, 브루노가 자신을 고문하면서 즐거워하지 않는다고 조롱한다. 결국 르메르는 자스민을 포함해 다른 세 명의 소녀를 강간하고 살해했음을 자백한다. 브루노는 뉴스 방송국에 연락하여 르메르의 자백 사실을 피해자 가족들에게 알린다. 그러나 르메르의 피해자 중 한 명의 어머니가 브루노의 행동에 반대하자, 브루노는 그녀를 납치하여 르메르를 직접 보게 만든다.
7일째 되는 날, 경찰은 브루노의 오두막을 찾아낸다. 브루노는 자수하고 르메르를 살려준다. 경찰이 그를 데려가자, 한 기자가 복수가 정당하다고 여전히 생각하는지 묻는다. 브루노는 "아니오"라고 답한다. 하지만 자신이 한 일을 후회하느냐는 질문에도 같은 대답을 한다.

## 출연

### 주연
- 클로드 르고트
- 레미 지라르드

### 조연
- 마틴 듀브룰
- 파니 말레테
- 로즈-마리 코울리어

## 기타
- 각색: 패트릭 시니컬
- 원작자: 패트릭 시니컬
- 세트: 필립 로드